# Ducado de Elizondo

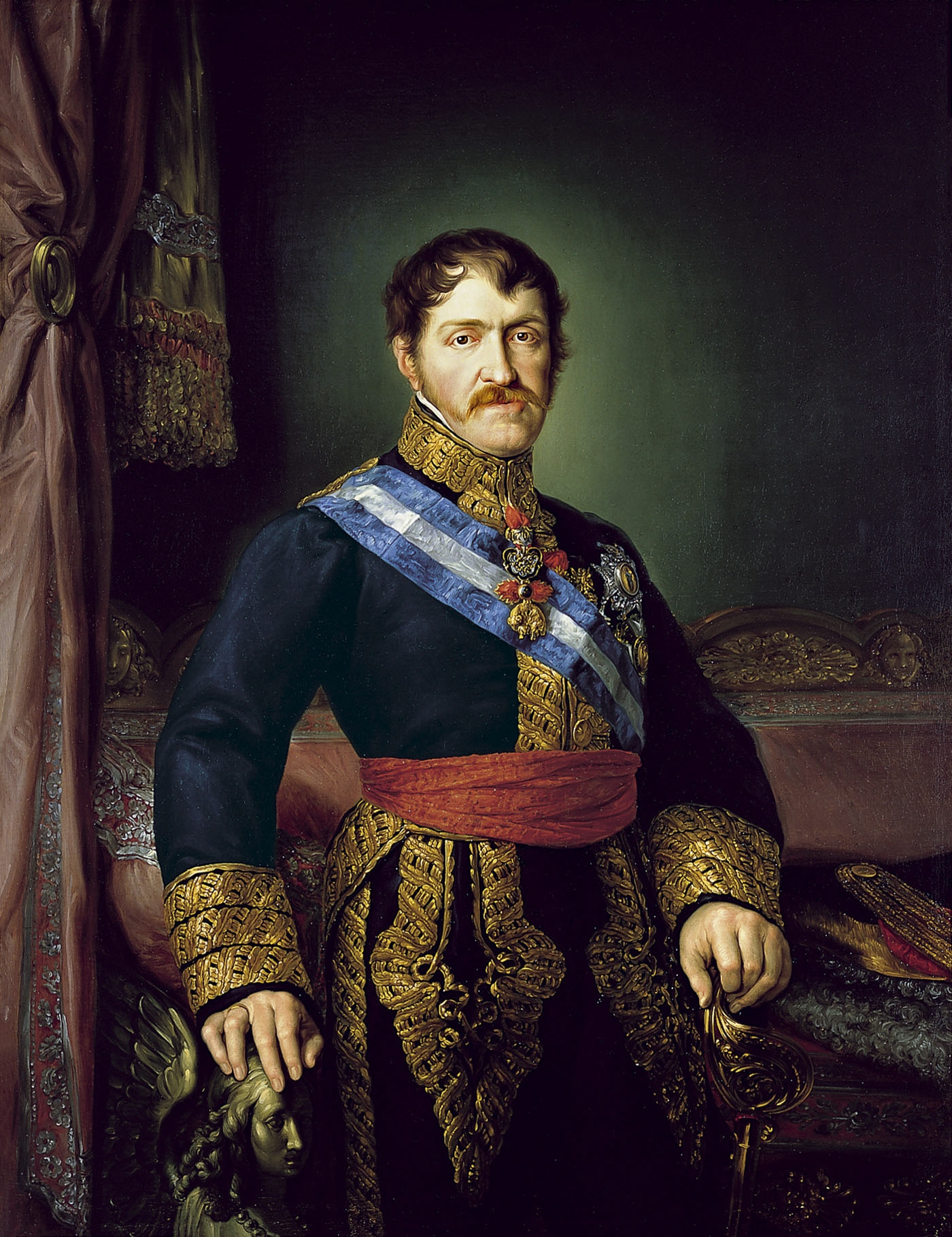
Carlos María Isidro de Borbón, pretendiente carlista al Trono de España como Carlos V.

El ducado de Elizondo es el título de incógnito que adoptó Carlos María Isidro de Borbón, pretendiente carlista al Trono de España, durante su estancia en Gran Bretaña (junio - julio de 1834).
Cuando el rey Fernando VII de España murió, su hermano Carlos María Isidro se encontraba en Lisboa (ciudad en la que se exilió tras las maniobras políticas que pretendieron derogar la Pragmática Sanción de 1830 durante la enfermedad del monarca). El 4 de octubre de 1833 Carlos María Isidro comenzó a actuar como rey, despachando varios decretos como Carlos V y desconociendo la autoridad de su sobrina, la reina Isabel II. Sus partidarios se levantarían en armas poco después, dando comienzo a la Primera Guerra Carlista. Sin embargo, el pretendiente permaneció en Portugal, donde contaba con el apoyo del absolutista Miguel I, inmerso en una guerra civil de similares características.
A finales de mayo de 1834, Miguel I era derrotado y destronado por los liberales al tiempo que un ejército español cruzaba la frontera portuguesa para apresar a Carlos María Isidro. Ante esta situación, el pretendiente se embarcó con su familia en un buque con destino a Portsmouth. Una vez en tierras británicas, manifestó su voluntad de vivir de incógnito con el título de duque de Elizondo. Sin embargo, su estancia sería breve, ya que un mes después se embarcó de nuevo, esta vez hacia Francia, desde donde cruzaría la frontera con España para ponerse al mando de las tropas que defendían su causa.
En mayo de 1845 Carlos María Isidro renunciaría sus derechos en favor de su primogénito Carlos Luis, adoptando nuevamente un título de incógnito, esta vez el de conde de Molina.